# Église catholique au Vietnam

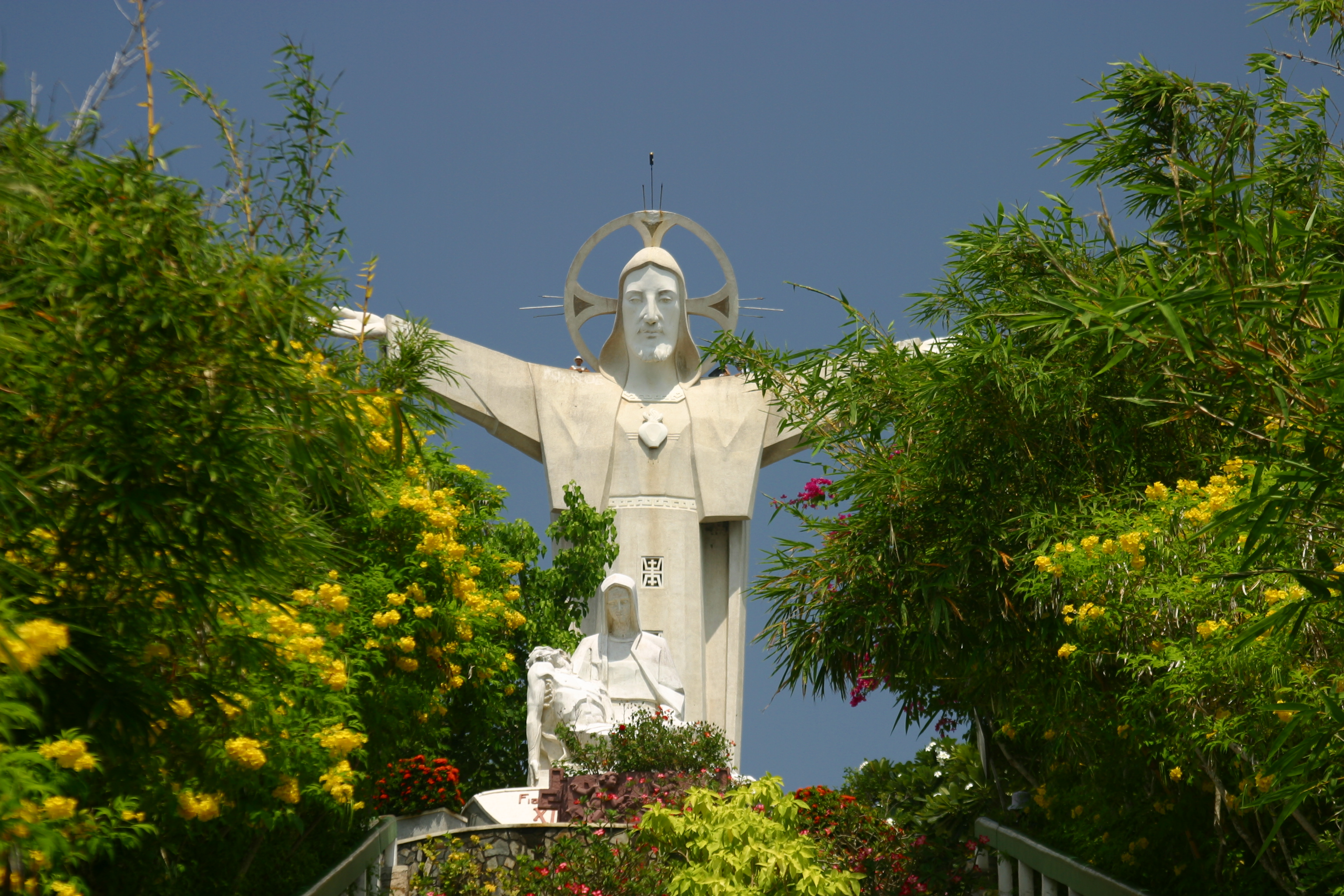
Le Christ de Vũng Tàu a été construit entre 1974 et 1993.

L'Église catholique au Viêt Nam (en vietnamien : nhà thờ công giáo tại Việt Nam), désigne l'organisme institutionnel et sa communauté locale ayant pour religion le catholicisme au Viêt Nam.
Bien qu'elle ne couvre qu'uniquement ce territoire, elle n'est pas une église nationale soumise à une juridiction nationale, mais une union de paroisses rassemblées en vingt-six diocèses (3 archidiocèses métropolitains et 23 diocèses), répartis en trois provinces ecclésiastiques en étroite communion avec l'Église catholique et le pape.
Il existe en outre, comme dans la plupart des pays où l'Église catholique est présente, une conférence épiscopale, c’est-à-dire une instance de concertation entre les évêques des différents diocèses vietnamiens : la Conférence épiscopale du Viêt Nam (vi).
Bien que l'Église soit autorisée par la Constitution vietnamienne de 1982[réf. souhaitée] qui stipule que « les citoyens vietnamiens ont droit à la liberté de religion », cette liberté est cependant limitée par le gouvernement communiste vietnamien qui n'autorise l'admission de nouveaux séminaristes que tous les six ans et interdit d'importer la Bible.
Historiquement, l'Église catholique est présente au Viêt Nam depuis le XVIIe siècle.
Selon le Catholic Hierarchy Catalog, 5 658 000 catholiques vivent au Viêt Nam, soit 6,87 % de la population.

## Histoire

### Sous la période impériale vietnamienne (avant 1858)

#### L'évangélisation et les premières persécutions

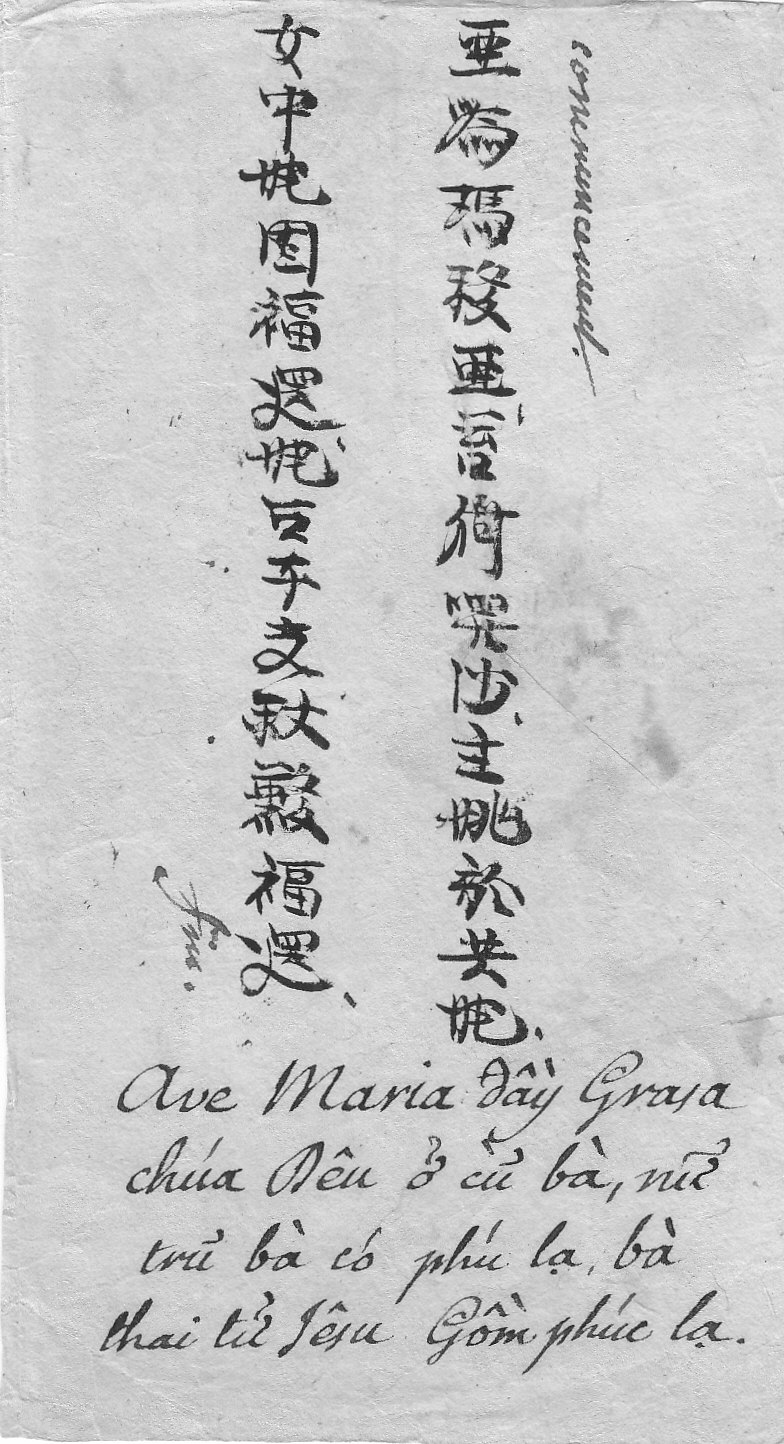
Ave Maria utilisé par Monseigneur Bertrand Reydellet entre 1749 et 1773 au Viet Nam.

Les premiers contacts avec des commerçants chrétiens commencent en 1533. Les premières étapes significatives de l'évangélisation du Viêt Nam ont été l'œuvre de quelques missionnaires dominicains, franciscains et jésuites, français ou portugais, qui arrivent dès le XVIIe siècle au Viêt Nam pour évangéliser cette région qui a pour religion un mélange entre le bouddhisme et le confucianisme.
« La formule qualifiée en espagnol de patronato (en) et en portugais de padroado, se traduit par un ensemble d’engagements mutuels. Inscrit à partir de la deuxième moitié du XVe siècle dans une série de bulles pontificales, le système du « patronage » revient à faire légitimer la colonisation par l’Église, et en retour à mettre les moyens humains, matériels et financiers. » : protectorat des missions (en).
Le jésuite français, Alexandre de Rhodes ouvre une église à Hanoï en 1627. Il transcrit les caractères de l'écriture vietnamienne en une écriture à alphabet à caractères romains. Il ouvre un institut pour catéchistes appelé la « Maison du Seigneur des Cieux » (Nha Duc Chua Troi).
Mais le Viêt Nam est très hostile aux premières conversions. Les persécutions seront quasiment permanentes avec des périodes d'embellie et de calme au moment du règne d'un prince lui-même chrétien ou qui est plutôt bienveillant par rapport à cet apport occidental, parfois par intérêt commercial ou politique.
C'est en 1644 qu'est exécuté le premier martyr du Viêt Nam (en Cochinchine), André de Phú Yên, un jeune catéchiste laïc vietnamien âgé de dix-huit ans.
En 1645, les chrétiens en Cochinchine et au Tonkin sont déjà au nombre de 190 000, nombre restant stable, jusqu'à la fin du XVIIIe siècle.
L'Église catholique au Viêt Nam a été implantée d'un point de vue institutionnel au Tonkin, au XVIIIe siècle, à l'époque de l'Empire d'Annam, par des prêtres de la Société des Missions étrangères de Paris fondée en 1663 par Mgr François Pallu.

#### Les persécutions sous Minh Mang (1824-1841)
Tandis que les missions commerciales européennes se multiplient en Extrême-Orient, en 1824, l'empereur Minh Mang, surnommé le « Néron annamite » et successeur de son demi-frère qui fut baptisé, inaugure une période de persécution. Il ferme son pays au commerce et interdit le christianisme diffusé en marge depuis deux siècles.
En 1825, l'empereur Minh Mang déclare que « la religion perverse des Européens corrompt le cœur des hommes. ». La persécution est déclenchée après la mort du maréchal Lê Van Duyêt, gouverneur du Gia Dinh, et protecteur des chrétiens. L'édit impérial date du 6 janvier 1833.
De 1833 à 1838, nombre de missionnaires dominicains espagnols et français des Missions étrangères de Paris sont exécutés par torture.
Les premiers à être condamnés sont un prêtre tonkinois, Pierre Tuy, et un missionnaire français, Isidore Gagelin.
La persécution atteint son paroxysme avec le martyre du père Joseph Marchand qui est condamné au supplice des cent plaies en 1835.
L'empereur Thiêu Tri libère en 1845 certains missionnaires (comme Mgr Dominique Lefèbvre) sous la menace d'une flottille française.

#### Les persécutions sous Tu Duc (1847-1858)
La persécution recommence en 1847 avec l’arrivée de l'empereur Tu Duc (1847-1883) qui refuse toute ouverture de l'Empire d'Annam pourtant conseillée par certains de ses mandarins à l'instar des Chinois qui avaient ouvert cinq ports de commerce à la suite des guerres de l'opium.
Enfermé dans son palais de la Cité Interdite de Hué, il signe une suite de décrets qui condamne à mort tous les chrétiens. Des populations entières de villageois chrétiens fuient d'une région à l'autre.
Le sanctuaire de Notre-Dame de La Vang devient symbole de la résistance religieuse pendant les différentes vagues de persécution du XIXe siècle, sous l'empereur Tu Duc notamment.

### Sous la période française (1858-1954)

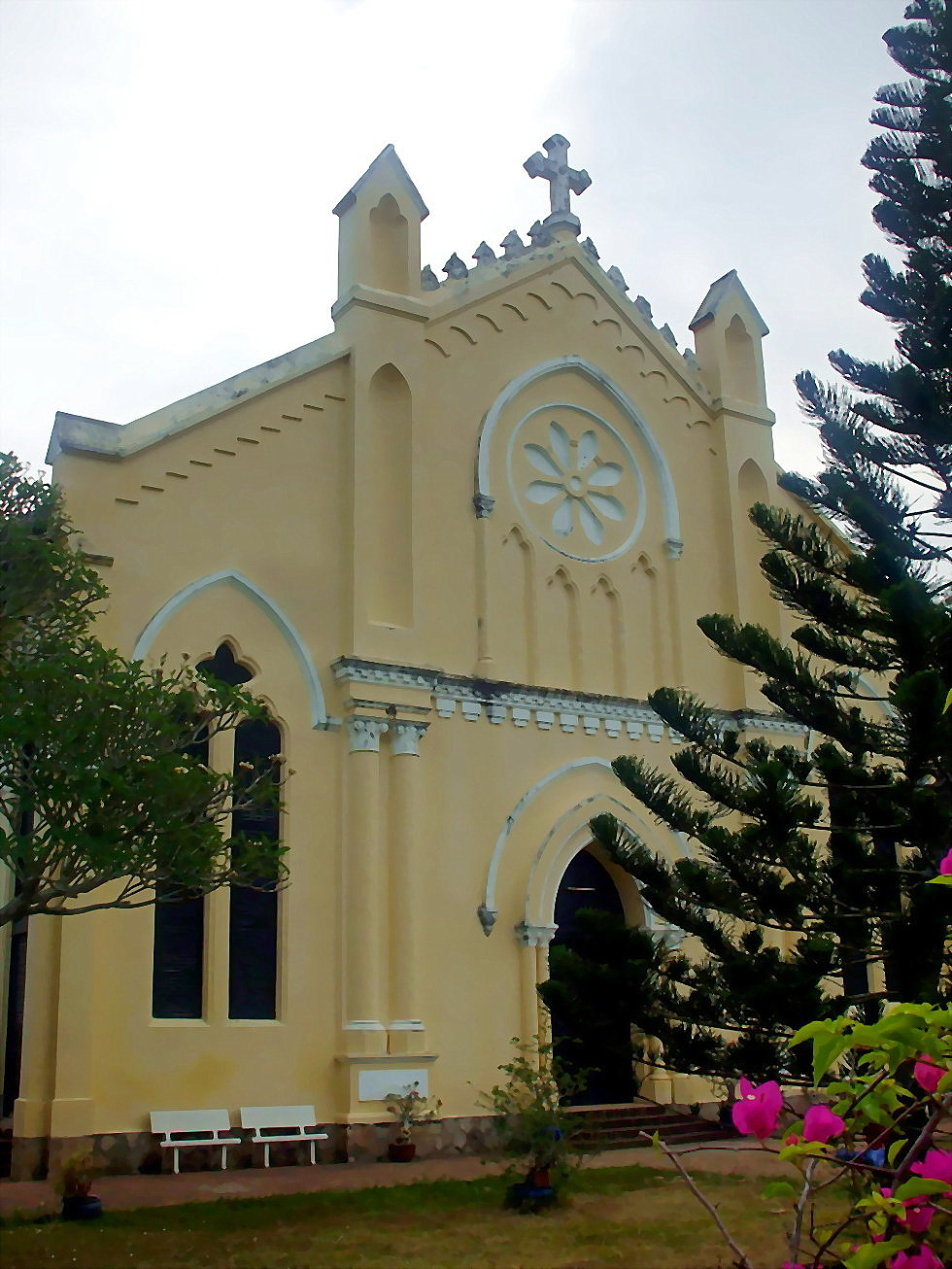
Petite église paroissiale du temps de l'Indochine française dans la province d'An Giang (delta du Mékong).

#### Première période sans persécutions (1858-1885)
En 1856, le navire français Le Catinat bombarde Tourane, puis c'est l'échec de la mission française de Charles de Montigny à la cour de Hué.

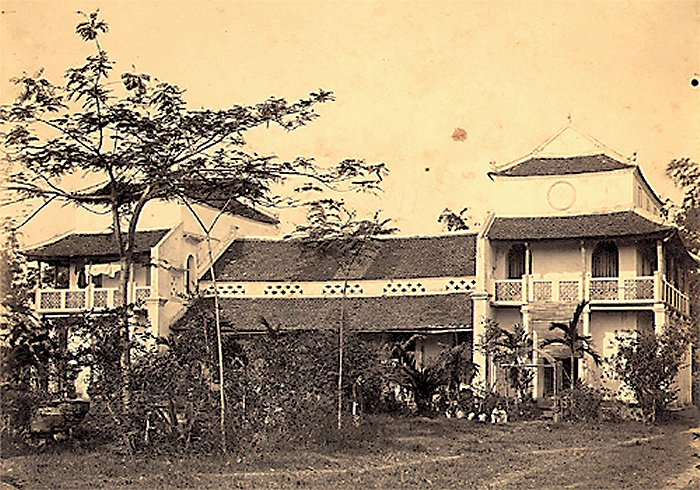
Vue de la mission catholique à Hanoï dans les années 1880 (Missions étrangères de Paris).

Prenant prétexte de l'ampleur des persécutions (en fait ses raisons de défense des droits de l'Homme — comme on dirait aujourd'hui — masquent des intérêts commerciaux des puissances européennes), Napoléon III fait envoyer un corps expéditionnaire de trois mille hommes, ce qui aboutit à la prise de Tourane (aujourd'hui Da Nang) par Charles Rigault de Genouilly le 1er septembre 1858, puis au protectorat français. La liberté de culte des chrétiens est en principe garantie désormais. La colonisation française apporte une période d'accalmie et de sérénité pendant moins de 100 ans. 
La Société des Missions étrangères de Paris a poursuivi son œuvre pendant la période de colonisation française en Cochinchine, dans le Tonkin et en Annam, devenant l'Indochine française, jusqu'en 1954.
Les principales cathédrales du pays ont été construites par les Français. D'autres congrégations, comme les dominicains espagnols, évangélisent également le pays.
Tandis que la Cochinchine voit se développer les missions des Missions étrangères de Paris qui ouvrent le chemin à des congrégations enseignantes et hospitalières : Sœurs de Saint-Paul de Chartres, Filles de la charité de Saint-Vincent-de-Paul, Frères des écoles chrétiennes, etc.
Cependant à partir de 1880, les lois laïques s'appliquent à la colonie et la métropole n'envoie plus de subventions, ni pour les écoles, ni pour les hôpitaux. C'est aux congrégations d'assurer entièrement par elles-mêmes leur subsistance.

#### Les persécutions sous Hàm Nghi (1885)

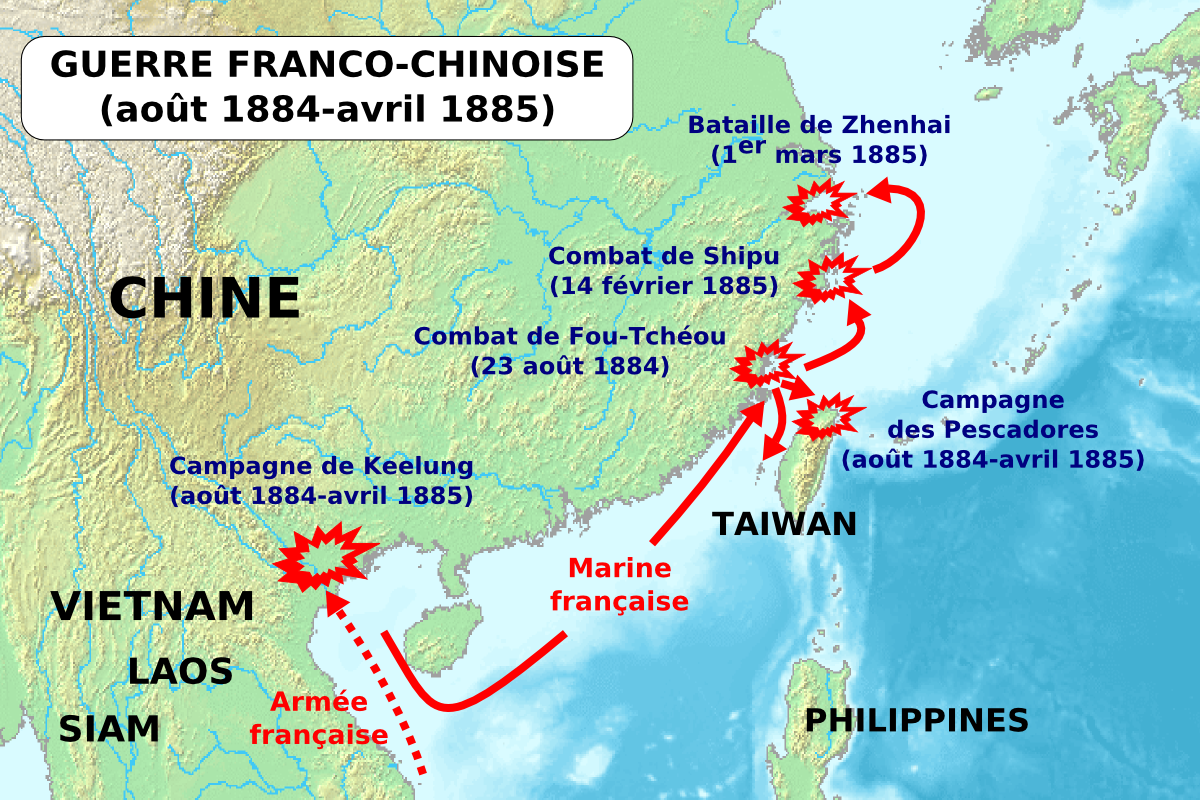
Les batailles de 1884 à 1885 lors de la guerre franco-chinoise (1881-1885).

En 1883, le gouvernement de Jules Ferry lance la seconde expédition du Tonkin qui met fin à la guerre franco-chinoise par le traité de Tianjin signé le 9 juin 1885. La France a les mains libres pour coloniser le Viêt Nam.
En 1885, le nombre des chrétiens se chiffre à 540 000 pour 300 prêtres vietnamiens et 176 missionnaires français (en majorité des Missions étrangères de Paris) ou espagnols. Plusieurs congrégations enseignantes ou contemplatives viennent y fonder de nouvelles maisons (trappistes, bénédictins, carmélites, franciscains et franciscaines, etc.). Des congrégations autochtones se développent (Amantes de la Croix).
L'armée du général de Courcy pénètre dans la capitale de Hué le 2 juillet 1885. Le 4 juillet, l'empereur Hàm Nghi s'enfuit dans les montagnes, avant que la capitale ne tombe le 7 juillet. Le régent Nguyễn Văn Tường se soumet et forme un gouvernement étroitement contrôlé par les Français.
Le 13 juillet 1885, l'empereur Hàm Nghi lance un mouvement d'insurrection contre le protectorat français par l’appel à la résistance « mouvement Cần vương » (« soutien au roi » ou « aider le roi », appelée par les Français « l'insurrection des lettrés ») et qui déclenche une série de révoltes et entraîne une vague de persécution en 1885 dans le nord qui frappe des dizaines de milliers de chrétiens.
Le général de Courcy s'emploie alors à pacifier le Viêt Nam en luttant contre l'insurrection.
En novembre 1888, l'empereur Hàm Nghi est capturé et déporté en Algérie. La résistance contre les Français ne s'éteint pas pour autant : si la pacification du pays est achevée en 1896, l'insurrection connaît ensuite plusieurs résurgences, ce qui la fait s'étendre sur plus de deux décennies,.

#### Seconde période sans persécutions (1885-1954)
La Cochinchine, l'Annam et le Tonkin (auxquels s'ajoutent le futur Laos et le Cambodge) forment les trois provinces du protectorat à l'intérieur de l'Indochine française les plus actives du point de vue des missions et de leurs œuvres sociales. Elles sont divisées en plusieurs vicariats apostoliques, avec un évêque à Saïgon (cathédrale Notre-Dame de Saïgon), à Hué, à Hanoï (cathédrale Saint-Joseph de Hanoï), à Bac Ninh, à Quy Nhon, etc. et plusieurs préfectures apostoliques.
En 1924, les vicariats et les préfectures apostoliques prennent le nom de leur siège : ainsi par exemple le vicariat apostolique de Cochinchine occidentale devient vicariat apostolique de Saïgon, ou celui du Tonkin méridional, devient celui de Bac Ninh.
En 1929, un père missionnaire français, Jean Cassaigne, entreprend de soigner les lépreux et d'installer un village de lépreux, à Djiring (actuellement Di Linh), qui devient à la fois une léproserie et un centre rayonnant d'évangélisation des "montagnards" et de scolarisation des enfants. Il a dû pour cela apprendre leur langue – le koho – et créer des outils (dictionnaire, livre de catéchisme, entre autres) qui ont contribué à l'essor du catholicisme dans cette région.
Le premier évêque vietnamien a été Jean-Baptiste Nguyễn Bá Tòng, consacré en 1933. Le pape Pie XI (1922-1939) souhaite une indigénisation massive de la hiérarchie, qui commencera qu'après l'indépendance du Viêt Nam en 1954 avec l'expulsion du clergé étranger.

##### La guerre d'Indochine (1946-1954)
Vers la fin de la Seconde Guerre mondiale, en 1945, le Viêt Nam compte une majorité de prêtres vietnamiens, 1 400, pour 330 prêtres missionnaires européens, pour une population de 1 800 000 catholiques sur près de vingt millions d'habitants dont 40 000 Français coloniaux. Cinq mille religieuses sont vietnamiennes et près de 400 européennes.
En mars 1945, les Japonais suppriment le protectorat français. Le chef du parti communiste vietnamien, Hô Chi Minh, s'empare du nord du Viêt Nam quelques mois plus tard, descendant de plus en plus vers le sud.
En 1946, les Français envoient des troupes. C'est la guerre d'Indochine qui a lieu jusqu'en 1954 avec la chute de Dien Bien Phu.
En 1950, il y avait environ 1 400 000 chrétiens sur une population d'environ 19 millions.

### Les persécutions au Nord Viêt Nam (1954-1990)
Les accords de Genève du 21 juillet 1954 mettent fin à la guerre sanglante d'indépendance, la France quitte le Viêt Nam qui est divisé en deux parties : le Nord Viêt Nam sous influence communiste et le Sud Viêt Nam sous influence occidentale.
Les persécutions anti-chrétiennes au Nord Viêt Nam dureront pendant une trentaine d'années : avant la fin de l'année 1954, 800 000 Vietnamiens du Nord fuient vers le Sud Viêt Nam dont 600 000 catholiques.
Des paroisses entières et des diocèses entiers ont émigré avec leurs évêques.
Il ne reste plus que 400 000 catholiques au Nord. Tous les prêtres du Nord sont incarcérés ou interdits de ministère (soit 375 prêtres), sauf trois prêtres.
Les missionnaires étrangers sont expulsés ou se réfugient au Sud.
Les séminaires sont fermés et les écoles nationalisées.
Le culte n'est autorisée que à l’intérieur de l'association des « Catholiques patriotiques et amis de la paix », un organisme se disant « indépendant », mais qui est en réalité une structure créé par le gouvernement pour contrôler les chrétiens.
Le sanctuaire de Notre-Dame de La Vang redevient le symbole de la résistance religieuse pendant la persécution du XXe siècle sous le régime vietminh.
Au Sud Viêt Nam, le 30 novembre 1955, le dernier évêque français de Saïgon, Jean Cassaigne, participe à la consécration du premier évêque vietnamien de Saïgon, Mgr Simon-Hoa Nguyen-Van-Hien.
En 1959, plusieurs bâtiments catholiques comme la nonciature apostolique (en) à Hanoï, sont confisqués par le gouvernement communiste.
Les vicariats apostoliques sont supprimés en novembre 1960 et érigés en diocèses par Jean XXIII.

#### La guerre du Viêt Nam (1955-1975)
La guerre du Vietnam, entre le Nord communiste et le Sud qui s'allie aux Américains, commence faiblement en 1955 avant d'être d'une forte intensité à partir de 1963 dans le cadre de la guerre froide (1947-1989).
En 11 juin 1963, le moine bouddhiste Thich Duc s'immole en protestation contre la répression anti-bouddhiste ordonnée par le président catholique Ngo Dinh Diem. Dès le mois d'août 1963, le gouvernement américain déclare soutenir toute équipe prenant la place du président Diem.
Le président Diem est renversé par un coup d'État et assassiné en novembre 1963. À ce moment-là, son frère, l'évêque Thuc, participe à Rome au concile Vatican II (1962-1965). Il ne retournera plus au Viêt Nam et vivra d'abord en France puis aux États-Unis.
Le 24 avril 1975, le père Thuan, neveu de l'ancien président Diem, est nommé archevêque de Saïgon. Sa nomination est refusée par les communistes.
Le 30 avril 1975, le général prégicide Van Minh signe la capitulation de Saïgon abandonnant le Sud Viêt Nam aux communistes et mettant fin à la guerre du Vietnam qui aura fait trois millions et demi de morts vietnamiens et plus de cinquante mille morts américains.

#### Les persécutions au Sud Viêt Nam (1975-1990)
Une fois le Nord et le Sud unifiés dans une « République socialiste du Viet Nam » sous le régime communiste et les colons étrangers expulsés, la persécution contre les chrétiens ne se fait plus seulement par cause ancestrale ou civilisationnelle (contre l'occupant colonial occidental) mais également par idéologie matérialiste marxiste, contre la religion chrétienne considéré comme l'« opium du peuple », mais aussi contre le bouddhisme, considéré comme une aliénation.
Le Sud Viêt Nam subit alors ce que le Nord à précédemment subi dès 1954 : les missionnaires et le clergé étranger sont expulsés, de grandes restrictions sont imposées à la liberté de culte des chrétiens, de nombreux prêtres sont internés dans des camps de concentration, les séminaires sont fermés et 2 250 propriétés du clergé sont confisqués, comme le couvent des religieuses de Vinh Long.
L'évêque Thuan est emprisonné le 15 août 1975.
C'est le début des boat-people : deux millions d'entre eux fuient aux États-Unis, au Canada, en Australie ou dans certains pays d'Europe, parmi eux, de nombreux catholiques.
En 1977, le père van Ly est emprisonné quelques mois.
En 1982, la Constitution vietnamienne stipule que « les citoyens vietnamiens ont droit à la liberté de religion. Tout le monde a le droit de suivre ou de ne pas suivre une religion ».
Mais ce droit ne reste que sur le papier. Il est interdit d'importer la Bible dans le pays pour la diffuser.

##### 1986: Ouverture des séminaires
En 1986, le gouvernement communiste vietnamien autorise l'ouverture d'un séminaire, tout en restant sous son contrôle, et ne permet l'entrée de nouveaux séminaristes qu'une fois tous les six ans sur autorisation des autorités locales.
En 1988, l'évêque Nguyen Van Thuan est libéré après treize ans emprisonnement. Lors de son séjour à Rome en septembre 1991, le gouvernement vietnamien interdit son retour. Il est nommé cardinal en 2001 avant de décéder l'année suivante. Le 16 septembre 2007, pour le cinquième anniversaire de la mort du cardinal Nguyen Van Thuan, l’Église catholique a commencé sa procédure de béatification. Les catholiques au Viêt Nam en ont reçu positivement la nouvelle. La phase diocésaine de la cause de béatification s'est ouverte à Rome le 22 octobre 2010. Le 4 mai 2017, la congrégation pour la Cause des Saints lui donne le titre de « Vénérable ».

### Période de tolérance (1990-2007)

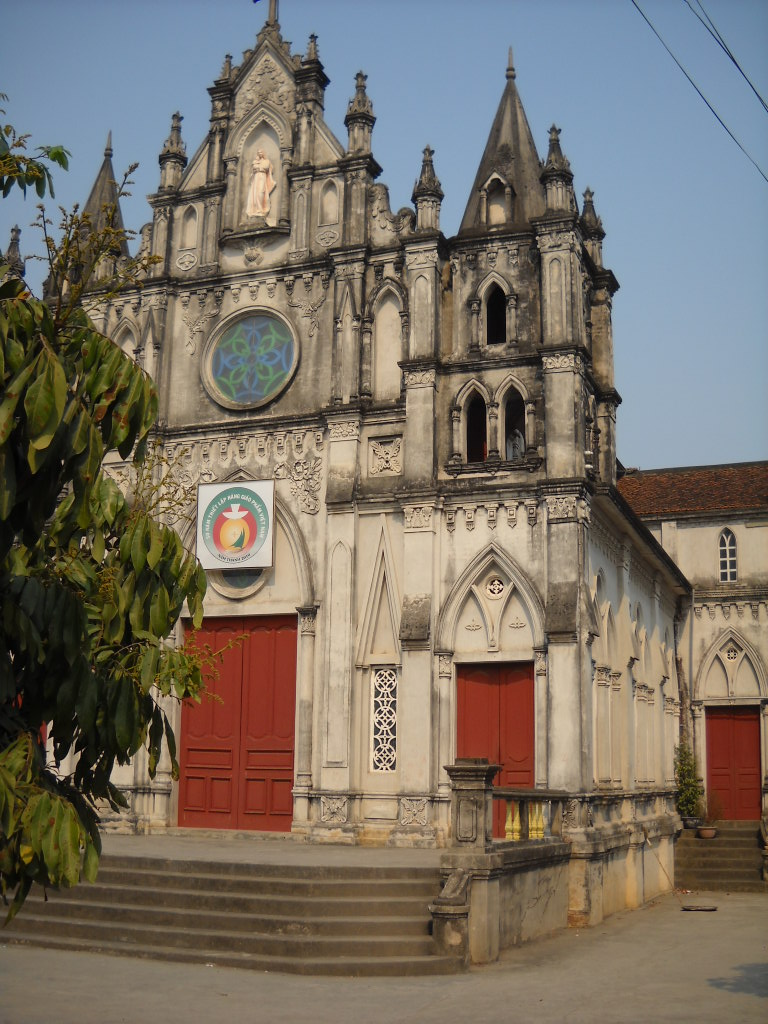
Une église catholique dans la province de Hà Nam.

Après la chute du mur de Berlin en 1989 et la fin de la guerre froide, le gouvernement communiste vietnamien ne reçoit plus de subsides de l'URSS et ouvre sa frontière pour vendre ses produits et recevoir des capitaux et investissements étrangers. C'est la période d'assouplissement et de détente appelée « doy moy ». Les catholiques peuvent davantage pratiquer leur religion au grand jour. Il y a une tolérance pour les messes qui se déroulent sur le parvis des églises.
Le matérialiste marxiste et collectiviste est remplacé par le matérialisme capitaliste et individualiste : de plus en plus de personnes vivent seules et abandonnées, plus en ville qu'à la campagne.
Ce n'est plus un crime pour un Vietnamien de laisser tomber son aïeule.
L’église de Tam Toa, détruite par les bombardements lors de la guerre du Viêt Nam, mais dont la façade et le clocher restèrent debout, est confisquée en 1996 par le « Comité local du peuple » empêchant les cérémonies religieuses.
Depuis lors, les fidèles essaient d'annuler la décision de confiscation des autorités.

### Depuis 2007: regain de tension
En 2006, le père Nguyen van Ly est de nouveau emprisonné pour huit ans.
En 2007, le premier ministre Nguyên Tân Dung est venu au Vatican.
L'Église catholique se plaint de la confiscation de ses propriétés et de ses terrains.
En décembre 2007, des milliers de catholiques sont allés en cortège à l’ancienne nonciature apostolique à Hanoï, confisquée par le gouvernement communiste en 1959, et y ont prié deux fois pour une restitution à l'Église. Le gouvernement du Viêt Nam en a fait une bibliothèque publique et aménagé un petit parc en février 2008.
Le 8 janvier 2009, le gouvernement vietnamien a annoncé qu'il ne rendrait pas les biens saisis aux organisations religieuses.
En février 2009, une délégation officielle du Saint-Siège s'est rendue au Viêt Nam pour s'entretenir avec les autorités vietnamiennes.
Le 20 juillet 2009, la police est intervenue de force pour arrêter la restauration de l’église de Tam Toa : des policiers en civil ont attaqué les prêtres et les fidèles présents. En réaction, la plus grande manifestation religieuse de l'histoire du Vietnam a eu lieu devant l'église à la fin du mois de juillet 2009.
Le 11 décembre 2009, le président du Viêt Nam, Nguyễn Minh Triết, rencontre le pape Benoît XVI au Vatican.
En 2009, le pape peut procéder à la nomination de cinq nouveaux évêques sans être gêné par le gouvernement vietnamien. Les nouvelles nominations concernent les diocèses de Ban Mê Thuôt, Phát Diêm, Thái Binh, Than Pho et Xuân Lôc.
En 2011, Mgr Leopoldo Girelli est nommé nonce apostolique pour le Viêt Nam (en), tout en résidant à Singapour (en).
En 2012, le décret d'application de la loi sur la réglementation des religions est publié (approuvé en 2004).
Au début de l’année 2013, le secrétaire général du parti, Nguyên Phu Trong, se rend au Vatican.
En mars 2014, le président de l’Assemblée nationale Nguyên Sinh Hung rencontre le pape François.
Le 23 novembre 2016, le président de la République socialiste du Vietnam, Trân Dai Quang, rencontre le pape François.

## Situation actuelle

### Statistiques
En 2009, l'agence américaine CIA estimait que 6,6 % de la population vietnamienne était catholique.
En 2011, l'Église du Viêt Nam compte 1 500 séminaristes dans sept grands séminaires et 80 000 jeunes laïcs engagés dans la catéchèse.
Il existe deux types de congrégations au Viêt Nam, les congrégations contemplatives et les congrégations plus apostoliques s'occupant d'orphelinats et d'hospices pour personnes handicapées, enfants ou adultes ainsi que pour les personnes âgées.

### Répression et engagement politique

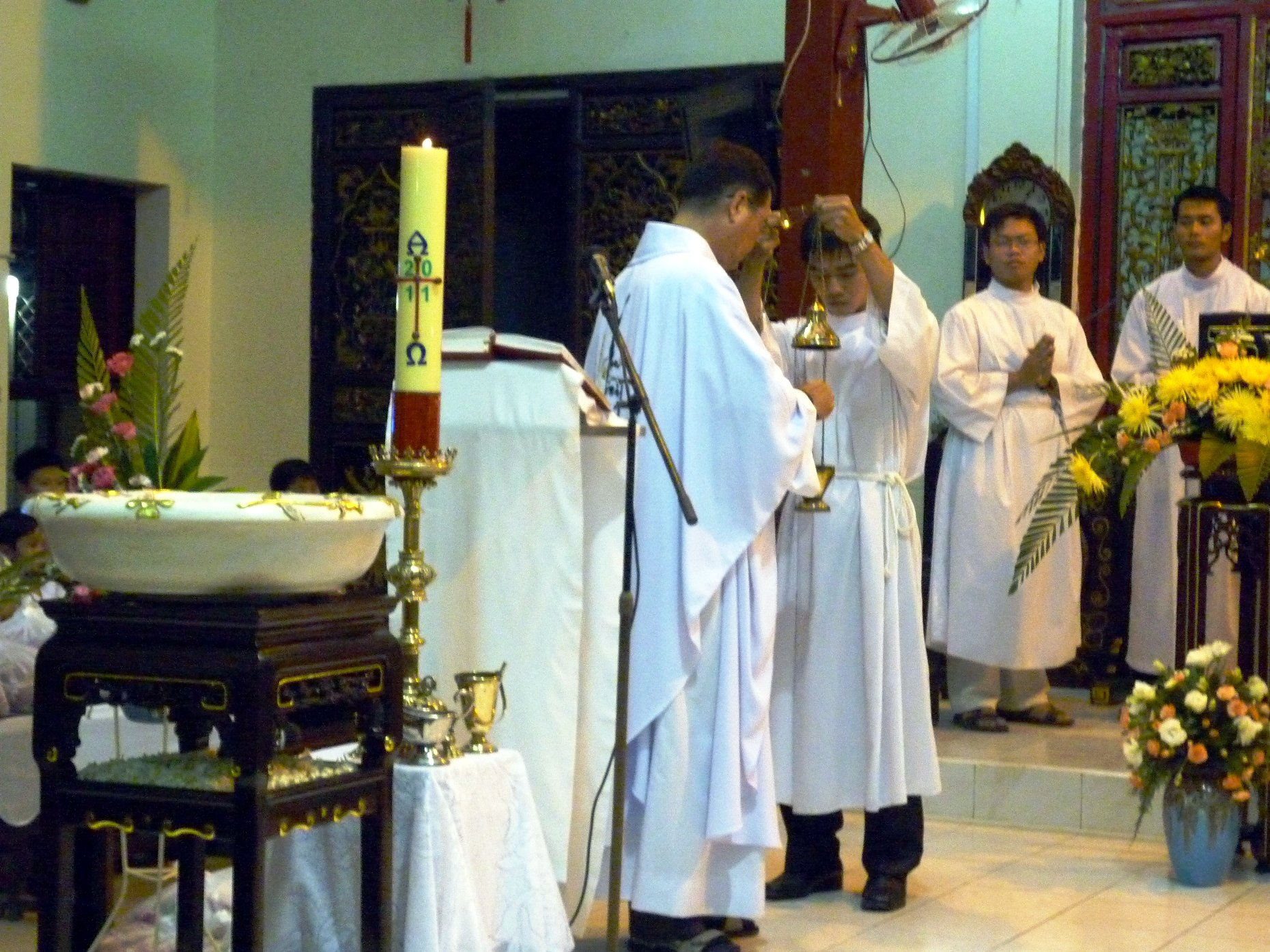
Pâques dans une église vietnamienne.

Le Vietnam est un pays communiste, et le catholicisme est vu comme une idéologie occidentale. Comme une grande partie des minorités ethniques est chrétienne, c'est une source de soupçon supplémentaire pour la police.
Pendant plusieurs années, le régime communiste a entravé la nomination des évêques en utilisant le droit de veto sur les noms des candidats choisis par le Saint-Siège.
En plus de bloquer les nouvelles ordinations des évêques, un numerus clausus a été imposé dans les séminaires.
Le père Thaddée Nguyễn văn Lý est un prisonnier de conscience, selon Amnesty International.
Le journal italien La Stampa constatait qu'en 2015 les relations entre le Vatican et le Viêt Nam s'étaient améliorées.

### Organisation
Les catholiques sont répartis en 27 diocèses, dont 3 sont des archidiocèses.
Les archidiocèses sont :
- Archidiocèse d'Hanoï ;
- Archidiocèse de Hué ;
- Archidiocèse d'Hô Chi Minh-Ville(anciennement Saïgon).

Les 23 autres diocèses sont, présentés par ordre alphabétique :
- Diocèse de Bà Rịa ;
- Diocèse de Bắc Ninh ;
- Diocèse de Ban Mê Thuôt ;
- Diocèse de Bùi Chu ;
- Diocèse de Cần Thơ ;
- Diocèse de Đà Lạt ;
- Diocèse de Đà Nẵng ;
- Diocèse de Hà Tĩnh
- Diocèse de Hai Phòng ;
- Diocèse de Hưng Hóa ;
- Diocèse de Kontum ;
- Diocèse de Lạng Sơn et Cao Bằng ;
- Diocèse de Long Xuyên ;
- Diocèse de Mỹ Tho ;
- Diocèse de Nha Trang ;
- Diocèse de Phan Thiết ;
- Diocèse de Phát Diêm ;
- Diocèse de Phú Cường ;
- Diocèse de Quy Nhơn ;
- Diocèse de Thái Bình ;
- Diocèse de Thanh Hóa ;
- Diocèse de Vinh ;
- Diocèse de Vĩnh Long ;
- Diocèse de Xuân Lôc.